# Champs-Élysées - Clemenceau (metrostation)
Champs-Élysées – Clemenceau er en station på metronettet i Paris og betjener metrolinje 1 og metrolinje 13. Den ligger i 8. arrondissement.
I 2004 var den nummer tretten af metrostationerne efter antal passagerer med 12,19 millioner personer..

## Stationen
Stationen Champs-Élysées på metrolinje 1 blev åbnet 17. juli 1900. Den fik sit nuværende navn den 20. maj 1931.
Perronerne til linje 13 blev åbnet i 1975 i forbindelse med forlængelse af den tidligere linje nord-syd B fra St.-Lazare til Miromesnil og forbindelsen med den tidligere linje 14 (Invalides).
Perroner og korridorer befinder sig under Avenue des Champs-Élysées og Place Georges Clemenceau. Perronerne blev forhøjet i weekenden mellem 18. og 19. april 2009.

## Adgang
Til trods for sin størrelse har stationen kun en indgang:
- Place Clemenceau syd – trappe og elevator

## Trafikforbindelser
- RATP

## Omgivelser
Nord for stationen ligger Élyséepalæet. I retning op ad Avenue Champs-Élysées findes Carré Marigny, som er et marked i fri luft for filateli, ligesom Théâtre Marigny rejser sig i denne retning.
Vest for findes det prestigefyldte teater, Théâtre du Rond Point, beliggende bag det store Palais.
Mod syd findes :
- Grand Palais, som huser Palais de la Découverte, politihovedkvarteret for 8. arrondissement og galleriet Galeries Nationales du Grand Palais.
- Petit Palais, som huser Paris' museum for de skønne kunster.

Omkring Place Georges Clemenceau er rejst statuer af politikere, som har spillet en vigtig rolle under en af verdenskrigene: Præsident Georges Clemenceau, general Charles de Gaulle og på den side, som vender mod Seinen, premierminister Winston Churchill fra Storbritannien.